# Rudolf Kresal
Rudolf Kresal, slovenski pisatelj, novinar, urednik in prevajalec, * 26. marec 1905, Ljubljana, † 23. oktober 1975, Novo mesto.

## Življenjepis
Kresal je leta 1924 v Ljubljani končal tehniško srednji šolo ter 1926 v Beogradu višjo železniško šolo. Po študiju je pri časopisu Jutro postal novinar, od 1932 pa je deloval med izseljenci v Vestfaliji. Po letu 1945 je postal urednik slovenske izdaje Uradnega lista DFJ v Beogradu, nato je bil novinar pri reviji Tovariš in Slovenskem poročevalcu v Ljubljani, od 1949 pa svobodni književnik.

## Literarno delo
Kresal je pričel kratko prozo, katero je največ pisal, objavljati v časnikih in revijah ob konecu dvajsetih let 20. stoletja. Njegovo pisanje je bilo delno pod vplivom Cankarjevega ekspresionizma. Opisoval je življenje meščanov, izobražencev in dijakov. Knjižno je nastopil v zborniku Sedem mladih slovenskih pisateljev (1930). Kresalovo najobsežnejše delo je pretežno ekspresionistični roman o življenju predvojne mladine Študent Štefan (1938), v katerem je poskušal povezati socialnokritične in psihoanalitične prvine v celovitejši prikaz generacije. Poleg naštetega je izdal še novele Vejica španskega bezga (1940) in roman Nikodemova žena (1941).
Kresal je tudi veliko prevajal, predvsem iz nemške in nordijske književnosti.